# Rituels de fertilité
Les rituels de fertilité sont un ensemble de pratiques ritualisées censées stimuler la fertilité humaine, animale ou végétale, auxquelles sont généralement associées des vertus magiques. Il peut s’agir notamment de danses ou de cultes annuels, liés au rythme des saisons, lorsqu’il s’agit d’assurer des récoltes abondantes, de lieux de pèlerinage où se rendent les couples ou les femmes sans enfants, ou encore de pratiques sacrificielles, ces dernières pouvant être liées ou non à un lieu ou une époque de l’année particulière.

## Fêtes, danses et processions

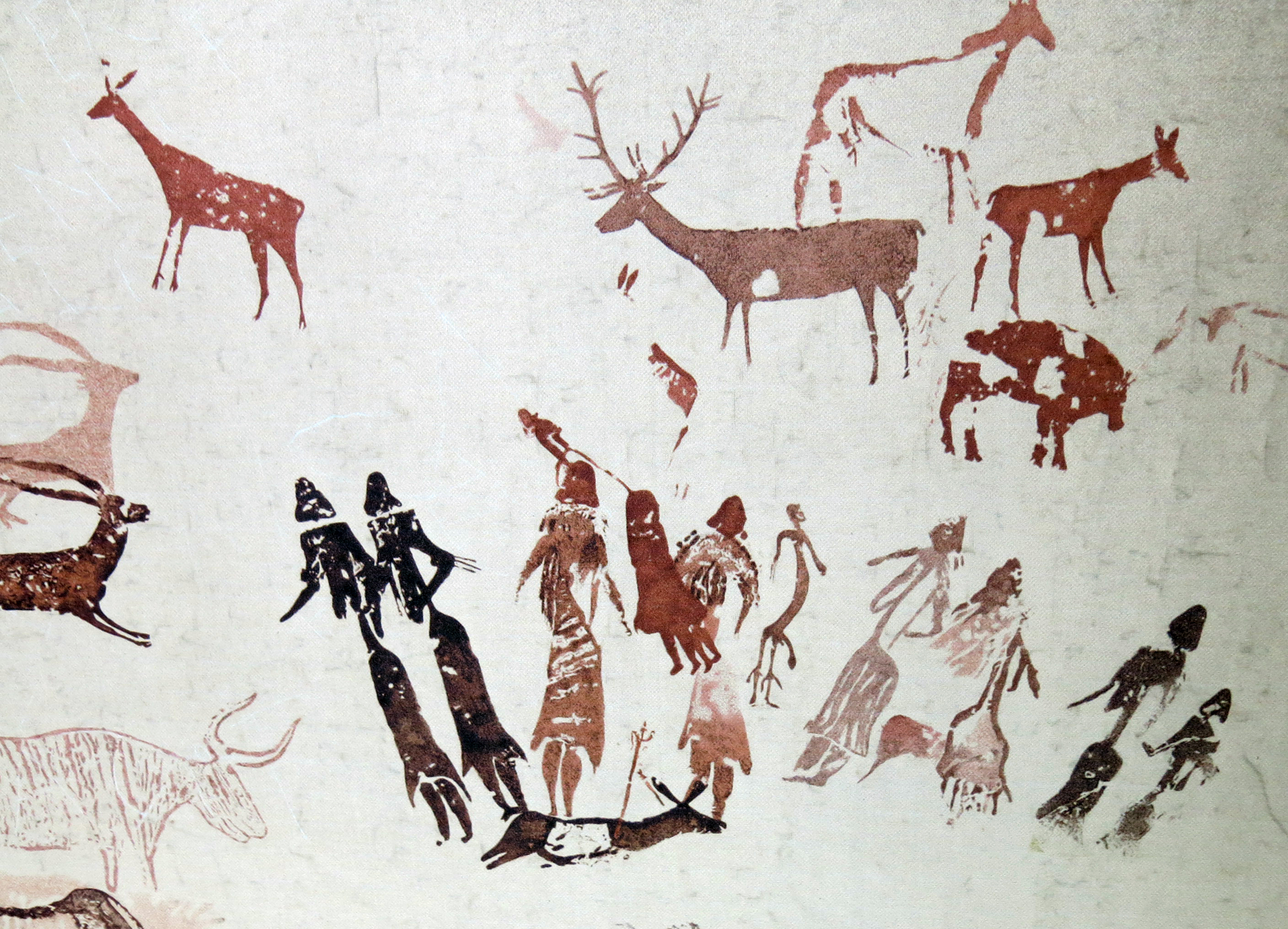
Danza del Cogul, Roca dels Moros, Espagne.

Une peinture rupestre datée du IVe millénaire av. J.-C. dans l'abri de Roca dels Moros (en) (Garrigues, Espagne) est considérée comme l’une des plus anciennes représentation d’une danse de fertilité, dénommée “danse phallique” (danza fálica).
En Grèce antique, c’est la déesse Déméter qui est au centre de la fertilité végétale et animale.
Dans les cultures celtes, la fête de Beltaine marque le passage de la saison froide et sombre à la saison chaude et lumineuse. Elle subsiste dans les folklores occidentaux sous la forme de l’arbre de mai ou de la Long Sword dance dans le Yorkshire.
La danse d'Obando, aux Philippines, a lieu chaque année au mois de mai. D’origine largement antérieur à la christianisation de la région, elle est maintenant consacrée à Claire d'Assise, Pascal Baylon et à Notre-Dame de Salambao, à qui les pèlerins demandent un enfant, un conjoint ou encore la prospérité.

## Lieux de pèlerinage
De nombreuses pierres de fertilité et fontaines à dévotion ont été fréquentées jusqu’au début du XXe siècle par les femmes en mal d’enfants. Boire l’eau de la source, glisser sur la pierre ou se frotter contre une protubérance de celle-ci était censé permettre d’enfanter dans l’année.

## Monuments

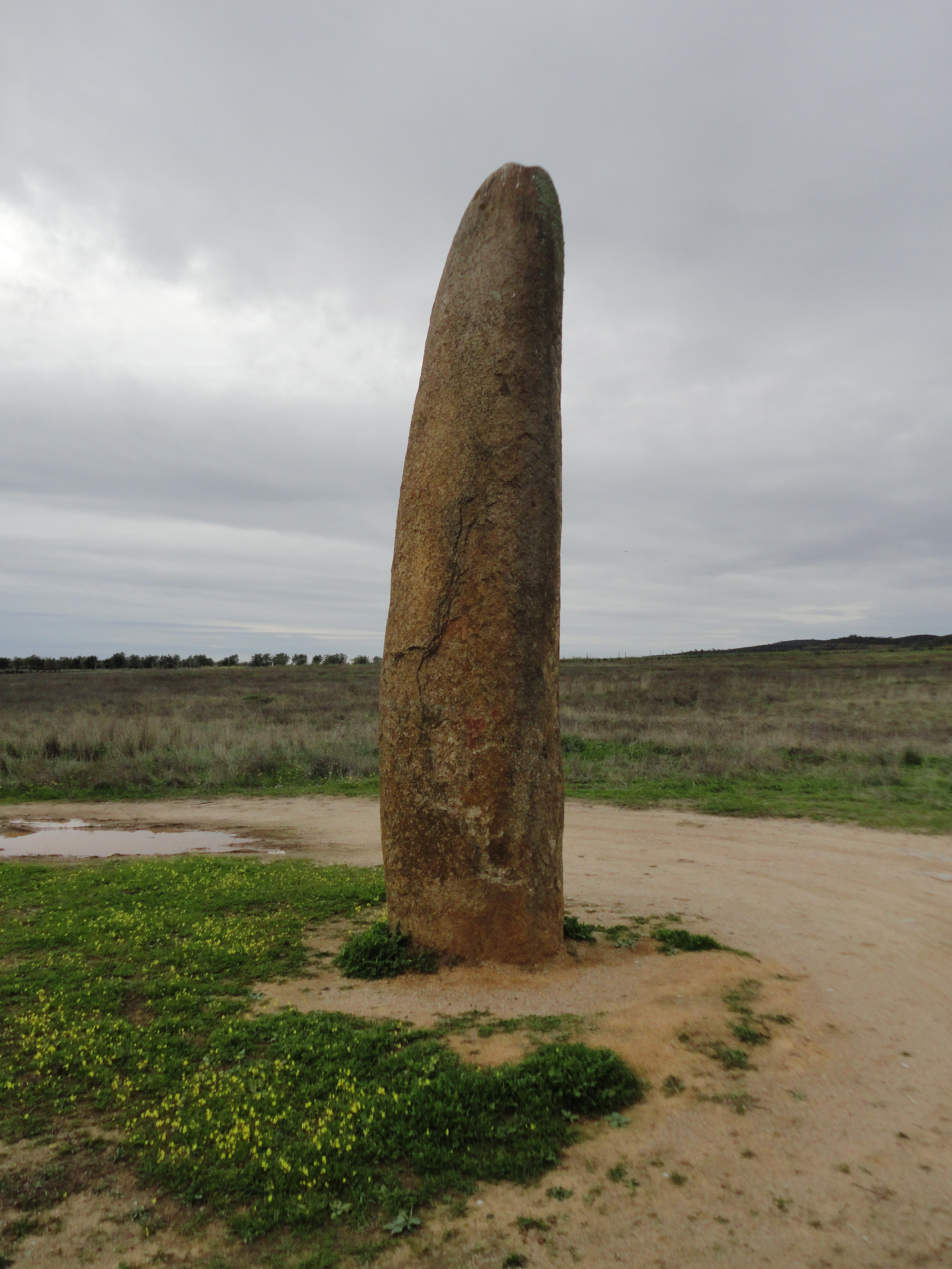
Le menhir de Outeiro au Portugal, représentant un phallus.
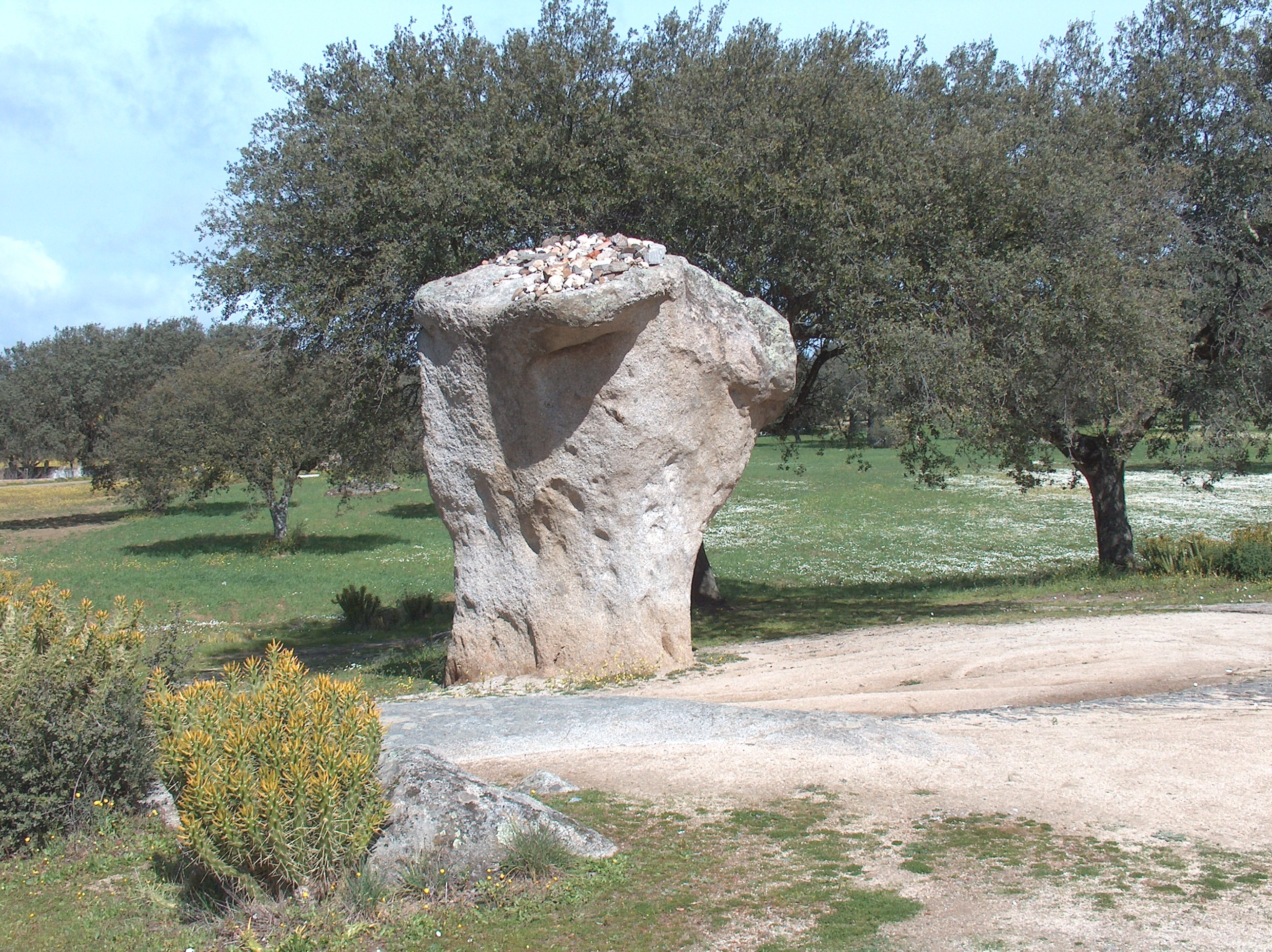
La Rocha dos Namorados au Portugal.
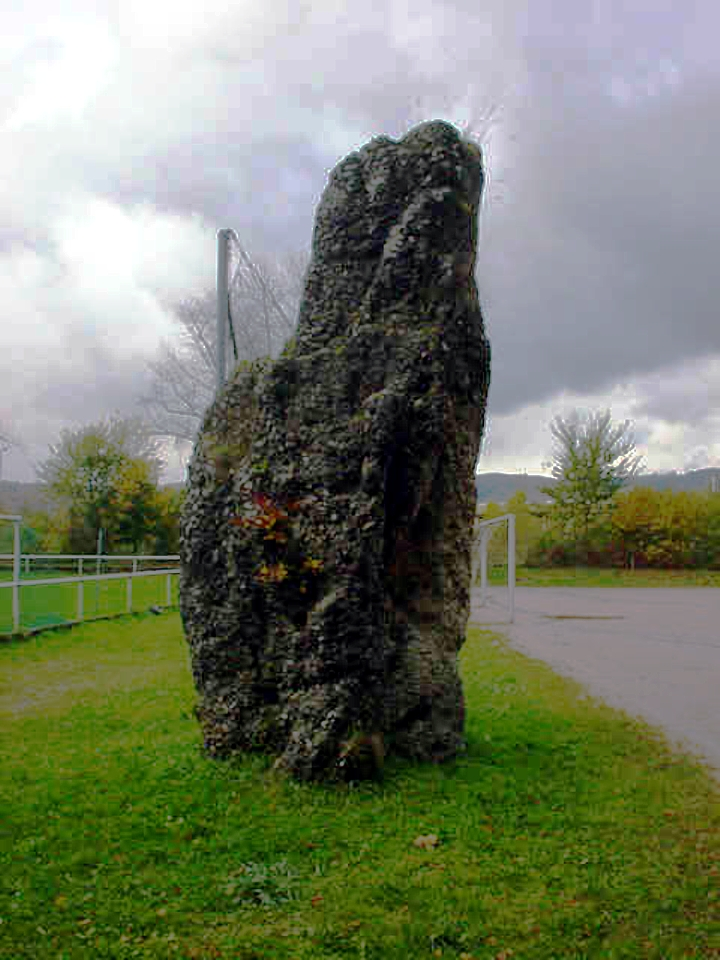
La « Pierre à bébé » à Waldshut-Tiengen (Allemagne).
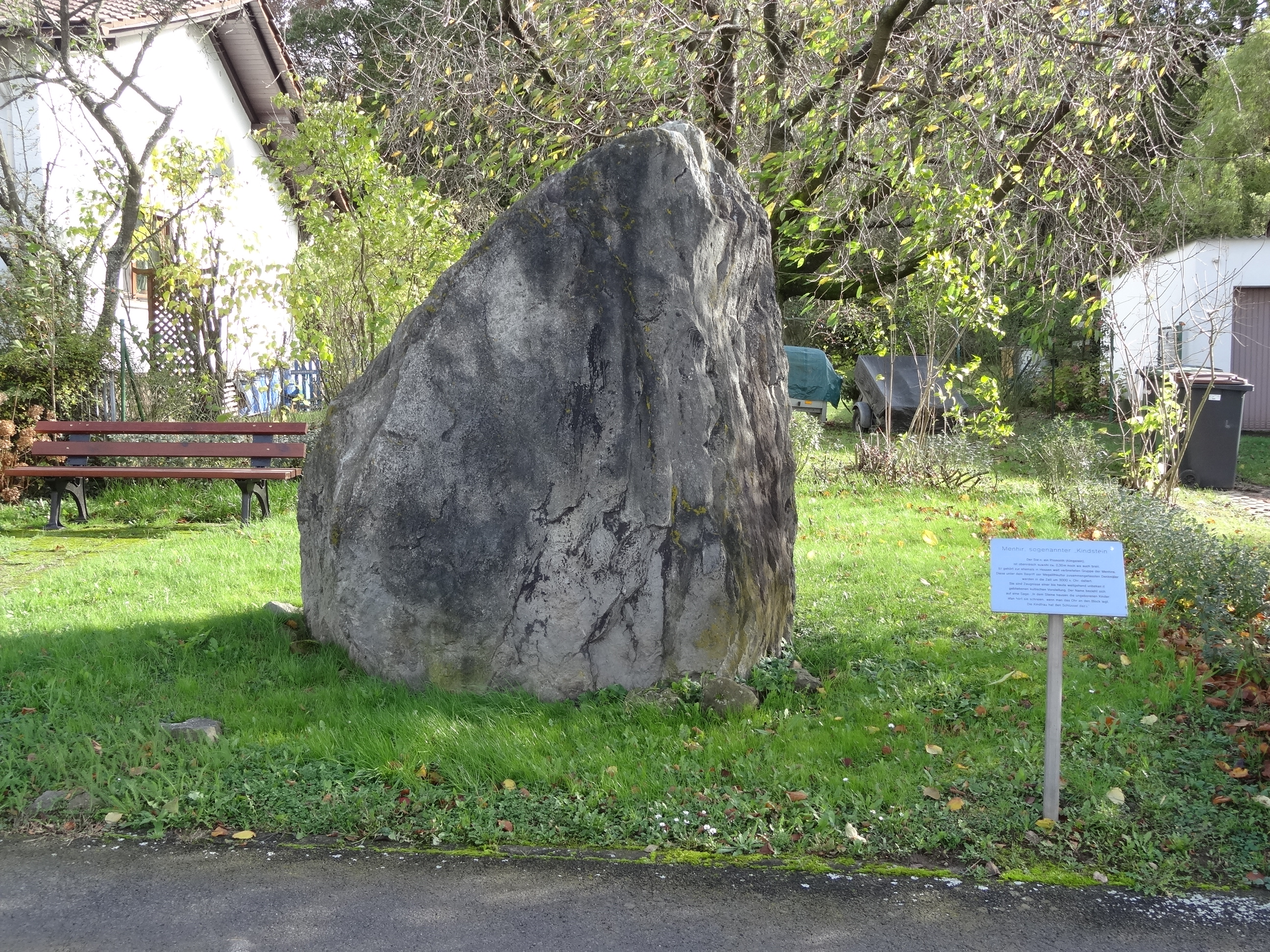
La « Pierre à enfant » à Nidda (Allemagne).